# 2020 UEFAスーパーカップ
2020 UEFAスーパーカップ（英語: 2020 UEFA Super Cup）は、欧州サッカー連盟 (UEFA) が開催する45回目、2000年に前年度シーズンのUEFAチャンピオンズリーグ優勝チームとUEFAヨーロッパリーグ（UEFAカップ）優勝チームが対戦する方式に変更されてから21回目のUEFAスーパーカップである。UEFAチャンピオンズリーグ 2019-20の優勝チームバイエルン・ミュンヘンとUEFAヨーロッパリーグ 2019-20の優勝チームセビージャが対戦する。
試合は2020年9月24日にハンガリーのブダペストにあるプスカシュ・アレーナで開催され、延長戦の末にバイエルン・ミュンヘンがセビージャに勝利した。バイエルンは2013年以来2度目の優勝を飾り、セビージャは大会史上最多となる5回目の敗退となった。

## 出場チーム
| チーム                 | 出場資格                              | 出場記録 (太字は優勝)          |
| ---------------------- | ------------------------------------- | ------------------------------ |
| バイエルン・ミュンヘン | UEFAチャンピオンズリーグ 2019-20 優勝 | 4 (1975, 1976, 2001, 2013)     |
| セビージャ             | UEFAヨーロッパリーグ 2019-20 優勝     | 5 (2006,2007 2014, 2015, 2016) |

## 開催地選考
2017年12月8日に入札手続きが開始され、開催を希望する協会は2018年1月12日までに入札に関心を持っていることを示す必要があった。1月15日に9協会が関心を示していることが発表された。入札への参加を希望する協会は3月29日までに入札書類とともに最終提案を提出しなければならない。ただし、UEFA EURO 2020の開催地である協会は入札参加資格を有していない。
入札には6協会が参加した。関心を示していた9協会のうち、フィンランド（ヘルシンキ、ヘルシンキ・オリンピックスタジアム）、カザフスタン（アルマトイ、アルマトイ・オルタリク・スタディオン）、モルドバ（キシナウ、スタディオヌル・ジンブル）は入札に参加しなかった。
| 協会           | 都市         | スタジアム                   | 収容能力 | 備考                                        |
| -------------- | ------------ | ---------------------------- | -------- | ------------------------------------------- |
| アルバニア     | ティラナ     | アレーナ・コムバターレ       | 21,921人 | 建設中、2018年12月に完成予定。              |
| ベラルーシ     | ミンスク     | ディナモ・スタジアム         | 22,219人 |                                             |
| フランス       | ニース       | アリアンツ・リヴィエラ       | 32,222人 |                                             |
| イスラエル     | ハイファ     | サミー・オフェル・スタジアム | 30,874人 |                                             |
| 北アイルランド | ベルファスト | ウィンザー・パーク           | 18,579人 |                                             |
| ポルトガル     | ポルト       | エスタディオ・ド・ドラゴン   | 50,035人 | UEFAヨーロッパリーグ 2019-20 決勝にも入札。 |

2018年5月18日に入札に参加した6協会の評価報告書が公表され、5月24日にキエフで開催されたUEFA執行委員会でエスタディオ・ド・ドラゴンが開催地に選ばれた。
FCポルトのホームスタジアムであるエスタディオ・ド・ドラゴンは2003年に開場した。2003年11月16日に開催された開場記念のFCバルセロナとの親善試合（2-0で勝利）は後にバロンドールを受賞する当時16歳のリオネル・メッシがデビューを果たした試合としても知られている。最初のUEFA主催大会の試合はFCポルトが優勝したUEFAチャンピオンズリーグ 2003-04の決勝トーナメントであり、2004年にはUEFA EURO 2004の開幕戦が開催された。また、ローリング・ストーンズ、コールドプレイ、ワン・ダイレクションがライブを開催した。
しかし、2020年6月17日にビデオ会議で開催されたUEFA執行委員会にて、ヨーロッパにおけるコロナウイルス感染症のパンデミックの影響で2019-20シーズンの決勝戦が延期されたため、日程と開催地が変更され、2020年9月24日にハンガリー・ブダペストのプスカシュ・アレーナで開催されることが決定された。当初は同年8月12日にポルトガル・ポルトのエスタディオ・ド・ドラゴンで開催予定であった。

## 試合

### 詳細
| 2020年9月24日 21:00 CET |

| バイエルン・ミュンヘン             | 2 - 1 (延長) | セビージャ             |
| ゴレツカ 34分 · マルティネス 104分 | レポート     | オカンポス 13分 (pen.) |

| プスカシュ・アレーナ, ブダペスト 観客数: 15,180人 主審: アンソニー・テイラー |

| バイエルン・ミュンヘン | セビージャ |

| GK               | 1  | マヌエル・ノイアー         |        |       |
| RB               | 5  | ベンジャマン・パヴァール   |        |       |
| CB               | 21 | リュカ・エルナンデス       | 90+1分 | 99分  |
| CB               | 4  | ニクラス・ズーレ           |        |       |
| LB               | 27 | ダヴィド・アラバ           | 12分   | 112分 |
| CM               | 18 | レオン・ゴレツカ           |        | 99分  |
| CM               | 6  | ヨシュア・キミッヒ         |        |       |
| RW               | 10 | レロイ・サネ               |        | 70分  |
| AM               | 25 | トーマス・ミュラー         |        |       |
| LW               | 7  | セルジュ・ニャブリ         |        |       |
| CF               | 9  | ロベルト・レヴァンドフスキ |        |       |
| サブメンバー:    |    |                            |        |       |
| GK               | 26 | スヴェン・ウルライヒ       |        |       |
| GK               | 35 | アレクサンダー・ニューベル |        |       |
| DF               | 17 | ジェローム・ボアテング     |        | 112分 |
| DF               | 41 | クリス・リチャーズ         |        |       |
| MF               | 8  | ハビ・マルティネス         |        | 99分  |
| MF               | 11 | ミケール・キュイザンス     |        |       |
| MF               | 19 | アルフォンソ・デイヴィス   |        | 99分  |
| MF               | 24 | コランタン・トリッソ       |        | 70分  |
| MF               | 30 | アドリアン・ファイン       |        |       |
| MF               | 40 | マリク・ティルマン         |        |       |
| MF               | 42 | ジャマル・ムシアラ         |        |       |
| FW               | 14 | ジョシュア・ザークツィー   |        |       |
| 監督:            |    |                            |        |       |
| ハンジ・フリック |    |                            |        |       |

| GK               | 13 | ヤシン・ブヌ             |        |      |
| RB               | 16 | ヘスス・ナバス           |        |      |
| CB               | 20 | ジエゴ・カルロス         |        |      |
| CB               | 12 | ジュール・クンデ         | 55分   |      |
| LB               | 18 | セルヒオ・エスクデロ     | 119分  |      |
| CM               | 8  | ジョアン・ジョルダン     | 45+1分 | 94分 |
| CM               | 25 | フェルナンド             | 70分   |      |
| CM               | 10 | イヴァン・ラキティッチ   |        | 56分 |
| RF               | 7  | スソ                     |        | 73分 |
| CF               | 9  | ルーク・デ・ヨング       |        | 56分 |
| LF               | 5  | ルーカス・オカンポス     |        |      |
| サブメンバー:    |    |                          |        |      |
| GK               | 1  | トマーシュ・ヴァツリーク |        |      |
| GK               | 31 | ハビ・ディアス           |        |      |
| DF               | 3  | セルジ・ゴメス           |        |      |
| MF               | 6  | ネマニャ・グデリ         |        | 73分 |
| MF               | 14 | オスカル・ロドリゲス     |        |      |
| MF               | 19 | マルコス・アクーニャ     |        |      |
| MF               | 21 | オリベル・トーレス       |        | 56分 |
| MF               | 22 | フランコ・バスケス       |        | 94分 |
| FW               | 11 | ムニル・エル・ハダディ   |        |      |
| FW               | 15 | ユセフ・エン＝ネシリ     |        | 56分 |
| FW               | 24 | カルロス・フェルナンデス |        |      |
| FW               | 29 | ブライアン・ヒル         |        |      |
| 監督:            |    |                          |        |      |
| フレン・ロペテギ |    |                          |        |      |

| マン・オブ・ザ・マッチ トーマス・ミュラー（バイエルン・ミュンヘン） 副審 ガリー・ベスウィック アダム・ナン 第4審判 オレル・グリンフェルド VAR スチュアート・アトウェル アシスタントVAR ポール・ティアニー | 試合ルール - 試合時間は90分。 - 90分終了後同点の場合30分の延長戦が行われる。 - 120分終了後同点の場合PK戦が行われる。 - 控えの登録人数は12人。 - 最大交代人数は3人、延長戦では4人目の交代可能。 |

### 試合展開

#### 前半
序盤からバイエルンがボールを握って押し込む展開となる。セビージャは11分、右サイドからヘスス・ナバスのクロスをルーク・デ・ヨングが頭で落とし、飛び込んできたラキティッチがトラップしてシュートへ持ち込もうとしたところでバイエルンDFアラバに倒され、PKを獲得する。これをルーカス・オカンポスが決めて先制に成功した。
バイエルンは22分、ロベルト・レヴァンドフスキがエリア内右を抉ってグラウンダーのクロスを入れるがゴール前のトーマス・ミュラーが押し込めなかった。26分にはミュラーのパスを受けエリアに侵入したベンジャマン・パヴァールがシュート性のクロスを入れるも流れた。30分にはレヴァンドフスキがGKマヌエル・ノイアーのロングフィードに抜けだしGKと1対1になるも、シュートはGKヤシン・ブヌの正面に飛んだ。34分、ミュラーのクロスをレヴァンドフスキが頭で落とし、ゴール前のレオン・ゴレツカが押し込んで同点に追いついた。
追いつかれたセビージャは直後の35分にジョアン・ジョルダンのスルーパスに抜け出したデ・ヨングがGKとの1対1を決めるもオフサイドの判定で取り消され、前半は1-1で終了した。

#### 後半
55分、右サイドからのレロイ・サネのクロスをレヴァンドフスキが頭で折り返し、ミュラーからリターンを受けてゴールへ押し込んだが、VAR判定の結果レヴァンドフスキのオフサイドでゴールは認められなかった。58分には左サイドからセルジュ・ニャブリがカットインしてシュートし、これをGKブヌが弾いたこぼれ球をサネが蹴り込むが、セビージャDFジエゴ・カルロスがブロックした。63分、左サイドからL・エルナンデスがクロスを入れると、レヴァンドフスキが落としたボールをミュラーがシュートし、GKブヌが弾いたこぼれ球をサネがゴールを決めた。しかし、レヴァンドフスキが落とした際のファールをとられてゴールは認められなかった。
セビージャは86分にカウンターからJ・ナバスのパスを受けた途中出場のユセフ・エン＝ネシリがGKと1対1になるが、GKノイアーの好セーブに阻まれてしまった。結局両者とも勝ち越し点を上げることはできず、試合は1-1のまま延長戦に突入する。

#### 延長戦
100分、バイエルンはパヴァールのクロスにゴール前でフリーのヨシュア・キミッヒが右足で合わせたがボールは枠の右に外れた。すると104分、左CKからアラバが左足でシュート。これもGKブヌが弾くが浮き上がった球を途中出場のハビ・マルティネスがヘディングでシュートし、ゴールが決まった。バイエルンが2-1でセビージャを破り、7年ぶり2度目の優勝を飾った。

### 統計
|                | バイエルン・ミュンヘン | セビージャ |
| -------------- | ---------------------- | ---------- |
| 得点           | 1                      | 1          |
| シュート       | 7                      | 1          |
| 枠内シュート   | 2                      | 1          |
| セーブ         | 0                      | 1          |
| ボール支配率   | 62%                    | 38%        |
| コーナーキック | 2                      | 0          |
| ファール       | 5                      | 7          |
| オフサイド     | 1                      | 1          |
| イエローカード | 1                      | 1          |
| レッドカード   | 0                      | 0          |

|                | バイエルン・ミュンヘン | セビージャ |
| -------------- | ---------------------- | ---------- |
| 得点           | 0                      | 0          |
| シュート       | 8                      | 3          |
| 枠内シュート   | 2                      | 3          |
| セーブ         | 3                      | 2          |
| ボール支配率   | 60%                    | 40%        |
| コーナーキック | 5                      | 5          |
| ファール       | 7                      | 6          |
| オフサイド     | 1                      | 2          |
| イエローカード | 1                      | 2          |
| レッドカード   | 0                      | 0          |

|                | バイエルン・ミュンヘン | セビージャ |
| -------------- | ---------------------- | ---------- |
| 得点           | 1                      | 0          |
| シュート       | 10                     | 2          |
| 枠内シュート   | 3                      | 1          |
| セーブ         | 1                      | 2          |
| ボール支配率   | 59%                    | 41%        |
| コーナーキック | 3                      | 1          |
| ファール       | 3                      | 4          |
| オフサイド     | 1                      | 0          |
| イエローカード | 0                      | 1          |
| レッドカード   | 0                      | 0          |

|                | バイエルン・ミュンヘン | セビージャ |
| -------------- | ---------------------- | ---------- |
| 得点           | 2                      | 1          |
| シュート       | 25                     | 6          |
| 枠内シュート   | 7                      | 5          |
| セーブ         | 4                      | 5          |
| ボール支配率   | 60%                    | 40%        |
| コーナーキック | 10                     | 6          |
| ファール       | 15                     | 17         |
| オフサイド     | 3                      | 3          |
| イエローカード | 2                      | 4          |
| レッドカード   | 0                      | 0          |